# Isidro Ungab
Isidro Ungab (Davao City, 8 mei 1961) is een Filipijns politicus. Ungab is sinds 2019 lid van het Filipijns Huis van Afgevaardigden namens het 3e kiesdistrict van Davao City. Ungab was december 2020 tot november 2023 bovendien een van de Deputy Speakers van het Huis. Eerder was hij al afgevaardigde van Davao City van 2007 tot 2016. 

## Biografie
Isidro Ungab werd geboren op 8 mei 1961 in Calinan, een district in de zuidelijke Filipijnse stad Davao City. Ungab studeerde aan de University of the Philippines in Los Banos en werkte jarenlang in de top van een bank op Mindanao. Hij begon zijn politieke carrière in 1995 bij de verkiezingen voor raadslid in de stadsraad (Sangguniang Panlungsod) van Davao City. Drie termijnen achtereen werd hij namens het 3e kiesdistrict van Davao City gekozen in deze raad. 
Op voorspraak van Rodrigo Duterte, in die tijd nog burgemeester van Davao en later gekozen tot Filipijns president, stelde Ungab zich bij de verkiezingen van 2007 met succes verkiesbaar voor een zetel in het Filipijns Huis van Afgevaardigden namens het 3e kiesdistrict van Davao City. In 2010 en 2013 werd hij herkozen, waardoor zijn eerste periode in het Huis de de wettelijk maximale negen (aaneengesloten) jaar duurde. Gedurende het 15e Filipijns Congres was Ungab vanaf december 2011 enige tijd voorzitter van de House Committee on Ways and Means. Gedurende het 16e Filipijns Congres was Ungab voorzitter van de invloedrijke House Committee on Appropriations. Hij was daarmee de eerste voorzitter van deze Commissie afkomstig uit het zuidelijk gelegen eiland Mindanao. Na afloop van zijn derde termijn in 2016 stelde hij zich niet meer kandidaat voor een nieuwe functie en trok hij zich terug uit de Filipijnse politiek. Wel steunde hij bij de verkiezingen van 2016 de kandidatuur van Rodrigo Duterte, die dat jaar werd gekozen tot president van de Filipijnen.
Bij de verkiezingen van 2019 kwam Ungab terug op zijn besluit om met pensioen te aan en werd Ungab opnieuw gekozen in het Huis. Hij was gedurende dit 18e Filipijns Congres van juli 2019 tot 2 maart 2020 opnieuw enige tijd voorzitter van de Committee on Appropriations. In december 2020 werd hij door de leden van het Huis gekozen tot een van de Deputy Speakers van het Huis. Bij de verkiezingen van 2022 werd Ungab herkozen voor een nieuwe termijn tot 2025. Tijdens deze termijn was hij opnieuw Deputy Speaker tot hij in november 2023 werd afgezet door zijn mede-afgevaardigden.
Ungab is sinds 2008 ook reservist bij het Filipijnse leger en werd in 2020 benoemd tot kolonel.